# 汉斯·尤尔根·普雷斯
汉斯·尤尔根·普雷斯（1926年5月15日—2002年10月19日）是一位德国插画家和儿童读物作家，他的许多书都包含故事和谜题，主要作品有《游戏中的科学》（Spiel, das Wissen schafft）等。